# Rebollar (kommun i Spanien, Extremadura, Provincia de Cáceres, lat 40,16, long -5,91)
Rebollar är en kommun i Spanien.   Den ligger i provinsen Provincia de Cáceres och regionen Extremadura, i den centrala delen av landet, 190 km väster om huvudstaden Madrid. Antalet invånare är 224. Arean är 12,0 kvadratkilometer.
Terrängen i Rebollar är bergig.